# 훈민초등학교
훈민초등학교(訓民初等學校)는 대한민국 경기도 의정부시에 있는 공립 초등학교이다.

## 연혁
- 2020년 3월 1일 : 개교